# Delia chillcotti
Delia chillcotti este o specie de muște din genul Delia, familia Anthomyiidae, descrisă de Griffiths în anul 1993. Conform Catalogue of Life specia Delia chillcotti nu are subspecii cunoscute.